# Dysgonia olympia
Dysgonia olympia là một loài bướm đêm trong họ Erebidae.